# 三山里 (金門縣)
三山里是中華民國金門縣金沙鎮的一個里，西北與官嶼里相鄰，南與大洋里相連，西南與汶沙里相接，西與西園里相毗，有山後、東店、碧山、東山前、西山前、山西六個居民點，取碧山、山前、山西三山命名，人口約二千人。

## 概況
全境以五虎山丘陵為主，人口較少，民國六十八年（1979年）金門縣政府將山後村海珠堂村塾以及周圍16棟閩南式大厝規劃為金門民俗文化村，民國八十四年（1995年）納入金門國家公園。。